# Linda Fruhvirtová
Linda Fruhvirtová (phát âm tiếng Séc: [ˈlɪnda ˈfruɦvɪrtovaː]; sinh ngày 1 tháng 5 năm 2005) là một vận động viên quần vợt chuyên nghiệp người Cộng hòa Séc. Vào ngày 26 tháng 6 năm 2023, cô đạt thứ hạng đánh đơn cao nhất là vị trí số 49 theo Hiệp hội Quần vợt Nữ (WTA). Vào ngày 6 tháng 2 năm 2023, cô đứng thứ số 221 ở bảng xếp hạng đôi.
Cô có lần đầu tiên tham dự vòng đấu chính WTA Tour tại giải Prague Open 2020, nơi cô được đặc cách tham dự. Cô giành danh hiệu đơn WTA đầu tiên tại giải Chennai Open 2022.

## Cuộc sống
Sinh vào ngày 1 tháng 5 năm 2005 ở Cộng hòa Séc, Linda có một em gái, Brenda (sinh năm 2007), cũng là một vận động viên quần vợt. Linda đã tập luyện tại Mouratoglou Academy ở Nam Pháp kể từ năm 2017; cô cũng tập luyện tại Evert Tennis Academy vào tháng 1 năm 2021.